# Ruta 31 (Bolivien)
Die Ruta 31 ist eine Nationalstraße im südamerikanischen Andenstaat Bolivien.

## Streckenführung
Die Straße hat eine Länge von 169 Kilometern und durchquert den bolivianischen Altiplano nördlich des Salzsees Salar de Coipasa.
Die Ruta 31 verläuft von Osten nach Westen im nördlichen Teil des Departamento Oruro. Die Straße beginnt in der Stadt Oruro als Abzweig der Ruta 12 und führt in westlicher Richtung über die Ortschaften Chuquichambi, Huayllamarca und Totora nach Curahuara de Carangas, wo sie nördlich von Curahuara in die Ruta 4 mündet, die nach Westen zur Grenzstation Tambo Quemado an der chilenischen Grenze führt.
Die Ruta 31 ist bisher auf etwas mehr als der Hälfte ihrer Länge asphaltiert (Stand 2018), sie besteht nur noch auf dem 41 Kilometer langen Streckenabschnitt zwischen La Joya und Chuquichambi und auf den 29 Kilometern zwischen Huayllamarca und Totora aus Schotter- und Erdpiste.

## Geschichte
Die Straße ist mit Ley 3020 vom 13. April 2005 zum Bestandteil des bolivianischen Nationalstraßennetzes Red Vial Fundamental erklärt worden.

## Streckenabschnitte im Departamento Oruro

### Provinz Cercado
- km 000: Oruro
- km 026: Sillota Belén
- km 045: La Joya
- km 061: Vilacara
- km 070: Lajma

### Provinz Nor Carangas
- km 086: Chuquichambi
- km 105: Huayllamarca

### Provinz San Pedro de Totora
- km 134: Totora
- km 150: Crucero

### Provinz Sajama
- km 164: Curahuara de Carangas
- km 169: Einmündung in die Ruta 4